# Wholesale Line Rental
WLR (ang. Wholesale Line Rental) – usługa hurtowego dostępu do sieci. Jest to usługa, w której operator przejmuje obsługę połączeń telefonicznych od innego operatora wraz z pobieraniem abonamentu.

## WLR w Polsce
Usługa WLR w Polsce jest świadczona przez operatora Orange Polska, w wyniku nałożonego na niego obowiązku świadczenia usługi przez organ regulacyjny.
Usługa hurtowego dostępu do sieci została wprowadzona decyzją Prezesa Urzędu Komunikacji Elektronicznej (UKE) z 13 lipca 2006, wydaną na wniosek operatora Tele2. Wprowadzenie takiej usługi miało przyczynić się do wzrostu konkurencji na rynku telekomunikacyjnym i umożliwić skuteczniejsze konkurowanie z ofertą detaliczną Telekomunikacji Polskiej S.A. (obecnie Orange Polska) na rynku telefonii stacjonarnej.
Wszystkie decyzje Prezesa UKE dotyczące warunków świadczenia usług WLR są publikowane na stronie internetowej tego urzędu.
W ramach usługi WLR, Orange Polska świadczy na rzecz Przedsiębiorcy Telekomunikacyjnego (operator alternatywny) usługi udostępnienia numeru abonenckiego, usługę połączenia na numery alarmowe, utrzymania łącza abonenckiego POTS lub ISDN, w tym konserwacji i usuwania awarii w urządzeniach końcowych będących własnością OPL. Operator alternatywny świadczy usługę pod własną marką.
Od strony technicznej abonenci WLR są przyłączeni do sieci Orange Polska, korzystają z tego samego gniazdka telefonicznego, jednak pełną obsługę klienta świadczy operator alternatywny. OPL za każdego klienta pobiera od operatora alternatywnego opłaty hurtowe, w tym opłatę abonamentową oraz opłatę za generowany przez klienta ruch.
Z usługi WLR może skorzystać zarówno Przedsiębiorca telekomunikacyjny posiadający połączenie swojej sieci z siecią Orange Polska, jak również operatorzy alternatywni, który nie posiadają fizycznego połączenia z siecią Orange Polska, działając w modelu dostawcy usługi (ang. Service provider).
Decyzją Prezesa Urzędu Komunikacji Elektronicznej z dnia 26 września 2018 r. Prezes UKE stwierdził, że usługa ta jest konkurencyjna i zdjął z Orange Polska obowiązek jej świadczenia. Jednocześnie Prezes UKE określił termin uchylenia obowiązków na 2 lata od dnia doręczenia decyzji, tj. od 1 października 2020.